# Список медалістів зимових Олімпійських ігор 1972
XI Зимові Олімпійські ігри проходили в японському місті Саппоро. Всього в змаганнях взяли участь 1006 спортсменів з 35 країн світу. Було розіграно 35 комплектів нагород у 10 дисциплінах 6 видів спорту.

## Біатлон
| Дисципліна                    | Золото                                                                | Срібло                                                                    | Бронза                                                            |
| Чоловіки: індивідуальна гонка | Магнар Сольберг · Норвегія                                            | Гансйорг Кноте · НДР                                                      | Ларс-Єран Ардвідсон · Швеція                                      |
| Чоловіки: естафета            | СРСР · Риннат Сафін · Олександр Тихонов · Віктор Маматов · Іван Бяков | Фінляндія · Маурі Рюппянен · Еско Сайра · Югані Суутарінен · Гейккі Ікола | НДР · Гансйорг Кноте · Йоахім Майшнер · Дітер Шпеер · Горст Кошка |

## Бобслей
| Дисципліна        | Золото                                                                  | Срібло                                                                               | Бронза                                                                                             |
| Чоловіки-двійки   | Західна Німеччина · Вольфганг Ціммерер · Петер Уцшнайдер                | Західна Німеччина · Горст Флот · Йозеф Бадер                                         | Швейцарія · Жан Вікі · Еді Губахер                                                                 |
| Чоловіки-четвірки | Швейцарія · Жан Вікі · Еді Губахер · Ганс Лойтенеггер · Вернер Каміхель | Італія · Невіо де Цордо · Адріано Фрассінеллі · Коррадо даль Фаббро · Джанні Бонікон | Західна Німеччина · Вольфганг Ціммерер · Петер Утцшнайдер · Штефан Гайсрайтер · Вальтер Штайнбауер |

## Гірськолижний спорт
| Дисципліна                   | Золото                             | Срібло                          | Бронза                      |
| Чоловіки: швидкісний спуск   | Бернгардт Руссі · Швейцарія        | Ролан Колломбен · Швейцарія     | Гайні Месснер · Італія      |
| Чоловіки: гігантський слалом | Густав Тьоні · Італія              | Едмунд Бруггман · Швейцарія     | Вернер Маттле · Швейцарія   |
| Чоловіки: слалом             | Франсіско Фернандес Очоа · Іспанія | Густав Тьоні · Італія           | Роланд Тьоні · Італія       |
| Жінки: швидкісний спуск      | Марі-Терез Надіг · Швейцарія       | Аннемарі Мозер-Прелль · Австрія | Сюзан Коррок · США          |
| Жінки: гігантський слалом    | Марі-Терез Надіг · Швейцарія       | Аннемарі Мозер-Прелль · Австрія | Вільтруд Дрексель · Австрія |
| Жінки: слалом                | Барбара Кокран · США               | Даніель Дебернар · Франція      | Флоранс Сторер · Франція    |

## Ковзанярський спорт
| Дисципліна             | Золото                            | Срібло                           | Бронза                           |
| Чоловіки: 500 метрів   | Ергард Келлер · Західна Німеччина | Гассе Бер'єс · Швеція            | Валерій Муратов · СРСР           |
| Чоловіки: 1500 метрів  | Ард Схенк · Нідерланди            | Роар Грюнвольд · Норвегія        | Йоран Классон · Швеція           |
| Чоловіки: 5000 метрів  | Ард Схенк · Нідерланди            | Роар Грюнвольд · Норвегія        | Стен Стенсен · Норвегія          |
| Чоловіки: 10000 метрів | Ард Схенк · Нідерланди            | Корнеліс Веркерк · Нідерланди    | Стен Стенсен · Норвегія          |
| Жінки: 500 метрів      | Енн Геннінг · США                 | Віра Краснова · СРСР             | Людмила Титова · СРСР            |
| Жінки: 1000 м          | Моніка Пфлюг · Західна Німеччина  | Ат'є Кьолен-Делстра · Нідерланди | Енн Геннінг · США                |
| Жінки: 1500 метрів     | Даянн Голум · США                 | Стін Кайсер · Нідерланди         | Ат'є Кьолен-Делстра · Нідерланди |
| Жінки: 3000 метрів     | Стін Кайсер · Нідерланди          | Даянн Голум · США                | Ат'є Кьолен-Делстра · Нідерланди |

## Лижні гонки
| Дисципліна                   | Золото                                                                      | Срібло                                                             | Бронза                                                                  |
| Чоловіки: 15 км              | Свен-Оке Лундбек · Швеція                                                   | Федір Сімашов · СРСР                                               | Івар Формо · Норвегія                                                   |
| Чоловіки: 30 км              | В'ячеслав Веденін · СРСР                                                    | Пол Тюлдум · Норвегія                                              | Йос Гарвікен · Норвегія                                                 |
| Чоловіки: 50 км              | Пол Тюлдум · Норвегія                                                       | Магне Мюрмо · Норвегія                                             | В'ячеслав Веденін · СРСР                                                |
| Чоловіки: естафета 4 × 10 км | СРСР · Володимир Воронков · Юрій Скобов · Федір Сімашов · В'ячеслав Веденін | Норвегія · Пол Тюлдум · Йос Гарвікен · Івар Формо · Оддвар Бро     | Швейцарія · Альфред Келін · Альберт Гігер · Алоїс Келін · Едуард Гаузер |
| Жінки: 5 км                  | Галина Кулакова · СРСР                                                      | Мар'ятта Кайосмаа · Фінляндія                                      | Гелена Шіколова · Чехословаччина                                        |
| Жінки: 10 км                 | Галина Кулакова · СРСР                                                      | Алевтина Олюніна · СРСР                                            | Мар'ятта Кайосмаа · Фінляндія                                           |
| Жінки: естафета 3 × 5 км     | СРСР · Любов Михачева · Алевтина Олюніна · Галина Кулакова                  | Фінляндія · Гелена Такало · Гількка Ріїгівуорі · Мар'ятта Кайосмаа | Норвегія · Інгер Еуфлес · Аслеуг Даль · Беріт Мордре                    |

## Лижне двоборство
| Дисципліна                  | Золото              | Срібло                      | Бронза               |
| Нормальний трамплін / 15 км | Ульріх Велінг · НДР | Рауно Мієттінен · Фінляндія | Карл-Гайнц Люк · НДР |

## Санний спорт
| Дисципліна         | Золото                                                                                  | Срібло             | Бронза                               |
| Одинаки (чоловіки) | Вольфганг Шайдель · НДР                                                                 | Гаральд Еріг · НДР | Вольфрам Фідлер · НДР                |
| Одинаки (жінки)    | Анна-Марія Мюллер · НДР                                                                 | Уте Рюрольд · НДР  | Маргіт Шуманн · НДР                  |
| Двійки             | НДР · Горст Горнляйн · Райнгард Бредов · Італія · Пауль Гільдгартнер · Вальтер Пляйкнер | —                  | НДР · Клаус Бонзак · Вольфрам Фідлер |

## Стрибки з трампліна
| Дисципліна          | Золото                  | Срібло                      | Бронза               |
| Нормальний трамплін | Юкіо Касая · Японія     | Акіцугу Конно · Японія      | Сейдзі Аоті · Японія |
| Великий трамплін    | Войцех Фортуна · Польща | Вальтер Штайнер · Швейцарія | Райнер Шмідт · НДР   |

## Фігурне катання
| Дисципліна                | Золото                                | Срібло                                    | Бронза                              |
| Чоловіче одиночне катання | Ондрей Непела · Чехословаччина        | Сергій Четверухін · СРСР                  | Патрік Пера · Франція               |
| Жіноче одиночне катання   | Беатрікс Шуба · Австрія               | Карен Магнуссен · Канада                  | Джанет Лінн · США                   |
| Парне катання             | СРСР · Ірина Родніна · Олексій Уланов | СРСР · Людмила Смірнова · Андрій Сурайкін | НДР · Мануела Грос · Уве Кагельманн |

## Хокей
| Золото | Срібло | Бронза |
| СРСР | США | Чехословаччина |
| Воротарі — Владислав Третьяк, Олександр Пашков; захисники — Олександр Рагулін, Віктор Кузькін, Віталій Давидов, Геннадій Циганков, Валерій Васильєв, Володимир Лутченко, Ігор Ромішевський; нападники — Борис Михайлов, Володимир Петров, Валерій Харламов, Володимир Шадрін, Олександр Якушев, Євген Зимін, Олександр Мальцев, Анатолій Фірсов, Євген Мишаков, Володимир Вікулов, Юрій Блінов. | Воротарі — Майк Каррен, Піт Сірс; захисники — Чарлі Браун, Джеймс Макелмері, Річард Макглінн, Брюс Макінтош, Томас Меллор, Вальтер Ольдс, Френк Сандерс; нападники — Кевін Агерн, Ларрі Бадер, Генрі Боуча, Роббі Фторек, Марк Хоу, Кейт Крістіансен, Стюарт Ірвін, Рон Неслунд, Крейг Сарнер, Тім Шихі. | Воротарі — Владімір Надрхал, Владімір Дзурілла; захисники — Франтішек Поспішил, Рудольф Тайцнар, Йозеф Хорешовський, Карел Вогралик, Олдржих Махач, Владімір Беднарж; нападники — Вацлав Недоманський, Іван Глінка, Їржі Кохта, Владімір Мартінець, Ріхард Фарда, Їржі Голик, Йозеф Черний, Ярослав Голик, Богуслав Штястний, Едуард Новак, Ян Гавел. |